# 1467
1467 (MCDLXVII) var ett normalår som började en torsdag i den julianska kalendern.

## Händelser

### Februari
- Februari – Axelssönerna och Oxenstiernorna ligger nu i öppen fejd med varandra, sedan Jöns Bengtsson (Oxenstierna) inlett väpnade aktioner från sitt högkvarter på Öland. Kristian I stöder Oxenstiernorna genom en expedition till Stockholm.

### April
- 22 april – Karl Knutsson (Bonde) hävdar i ett brev att han inte ämnar återvända som svensk kung.

### Juni
- 25 juni – Slaget vid Kolbäcksån slutar oavgjort mellan de båda härarna.

### Juli
- 25 juli – Stockholm börjar belägras av ärkebiskopens folk.

### Augusti
- Augusti – Nils Bosson (Sture) och Ivar Axelsson (Tott) angriper framgångsrikt de ärkebiskopliga ställningarna i olika delar av Sverige.

### September
- 1 september – Stockholms belägring hävs och Jöns Bengtsson flyr söderut.
- 21 september – Karl Knutsson erbjuds för tredje gången att bli svensk kung.

### November
- 12 november – Karl Knutsson blir kung av Sverige för tredje gången.

### Okänt datum
- Flandern ingår personalunion med Lothringen under the Valoishertigen av Burgund.[1]
- Ärkebiskopens här besegrar upprorshären i slaget vid Arboga.
- Ärkebiskopens här besegras av upprorshären i slaget på Julita slätt.

## Födda
- 1 januari – Sigismund I, kung av Polen och storfurste av Litauen 1506–1548.
- 26 januari – Guillaume Budé, fransk humanist.
- Isabel Cifre, spansk nunna och pedagog.

## Avlidna
- 15 december – Jöns Bengtsson (Oxenstierna), svensk ärkebiskop sedan 1448 samt riksföreståndare 1448 och 1465–1466.
- Eleonora av Portugal, tysk-romersk kejsarinna.

### Fotnoter
1. ↑  World Statesmen (läst 7 april 2011)